# 1534 en philosophie
Chronologie de la philosophie
- 1530
- 1531
- 1532
- 1533
- 1534
- 1535
- 1536
- 1537
- 1538

L’année 1534 a été marquée, en philosophie, par les événements suivants :

## Publications
- Domingo de Soto : « De dominio », (Salamanque, 1534)